# San Francescokerk
De San Francescokerk op de Piazza San Francesco in Treviso is een laat-romaanse kerk uit de 13e eeuw.
De kerk is in romaans-gotische stijl gebouwd en heeft een bijzonder houten plafond. Zij is gewijd aan Franciscus van Assisi, die in 1228 heilig werd verklaard. Naast de kerk staat een bronzen beeld van hem.

## Bezienswaardigheden
- Fresco's in de eerste kapel links van het koor, vervaardigd door Tommaso da Modena (1325-1379).
- Beeld van Sint-Christoffel, de beschermheilige van o.a. pelgrims, reizigers en deelnemers aan het verkeer.
- Grafsteen van Francesca Petrarca (dochter van Francesco Petrarca).
- Het praalgraf van Piero Alighieri, de zoon van Dante Alighieri.

## Fotogalerij

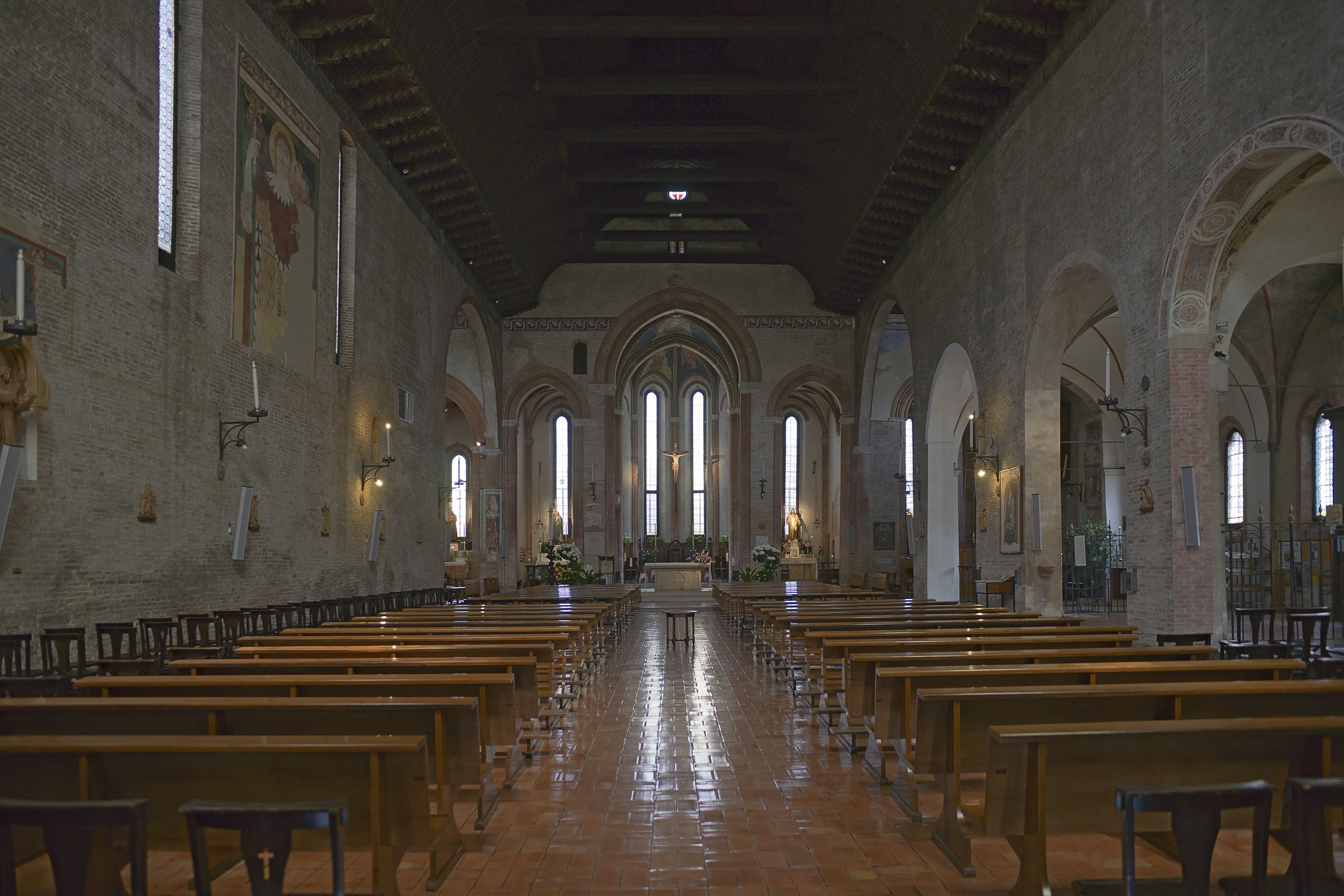
Interieur van de kerk
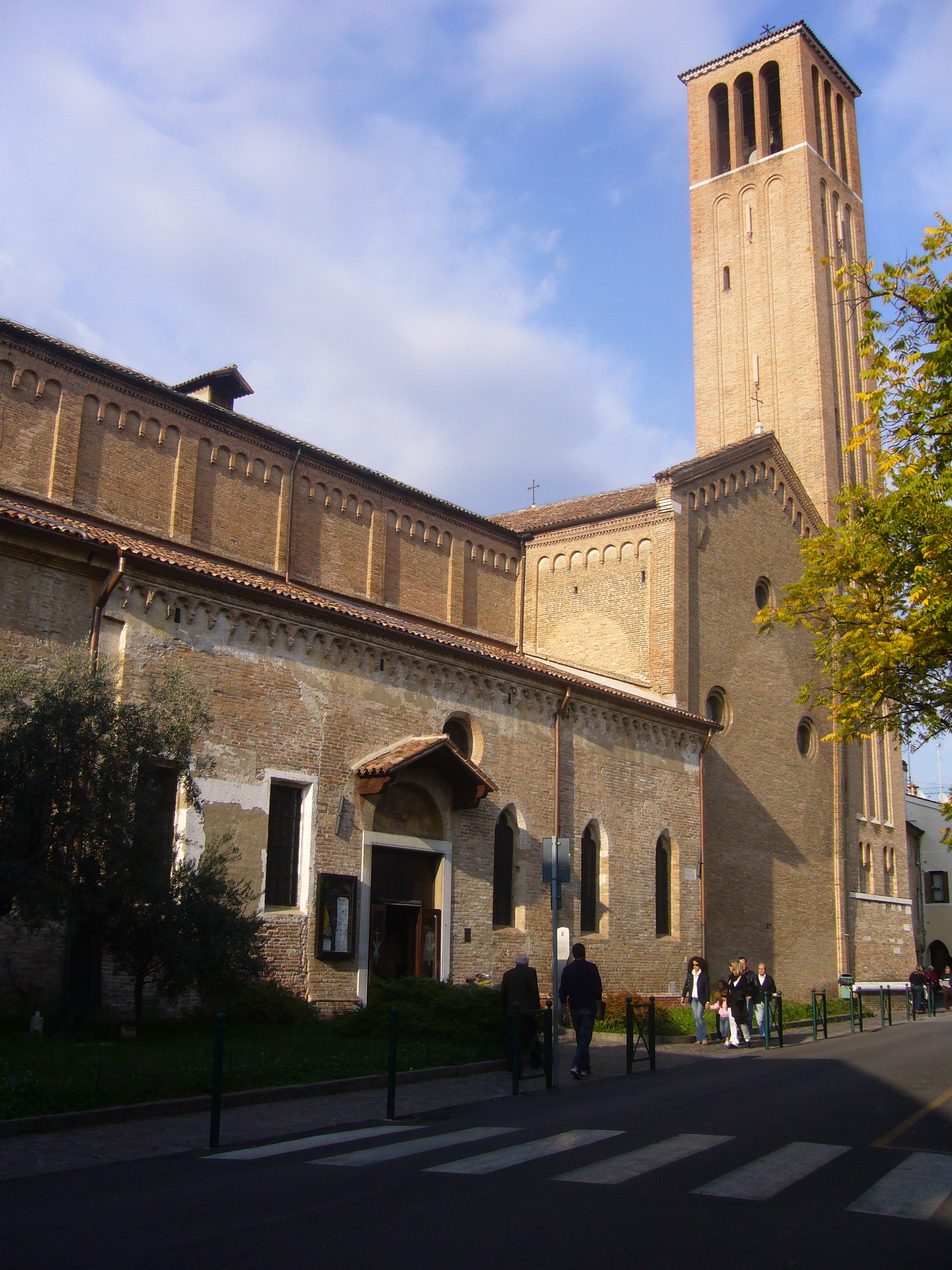
Ingang zijkant
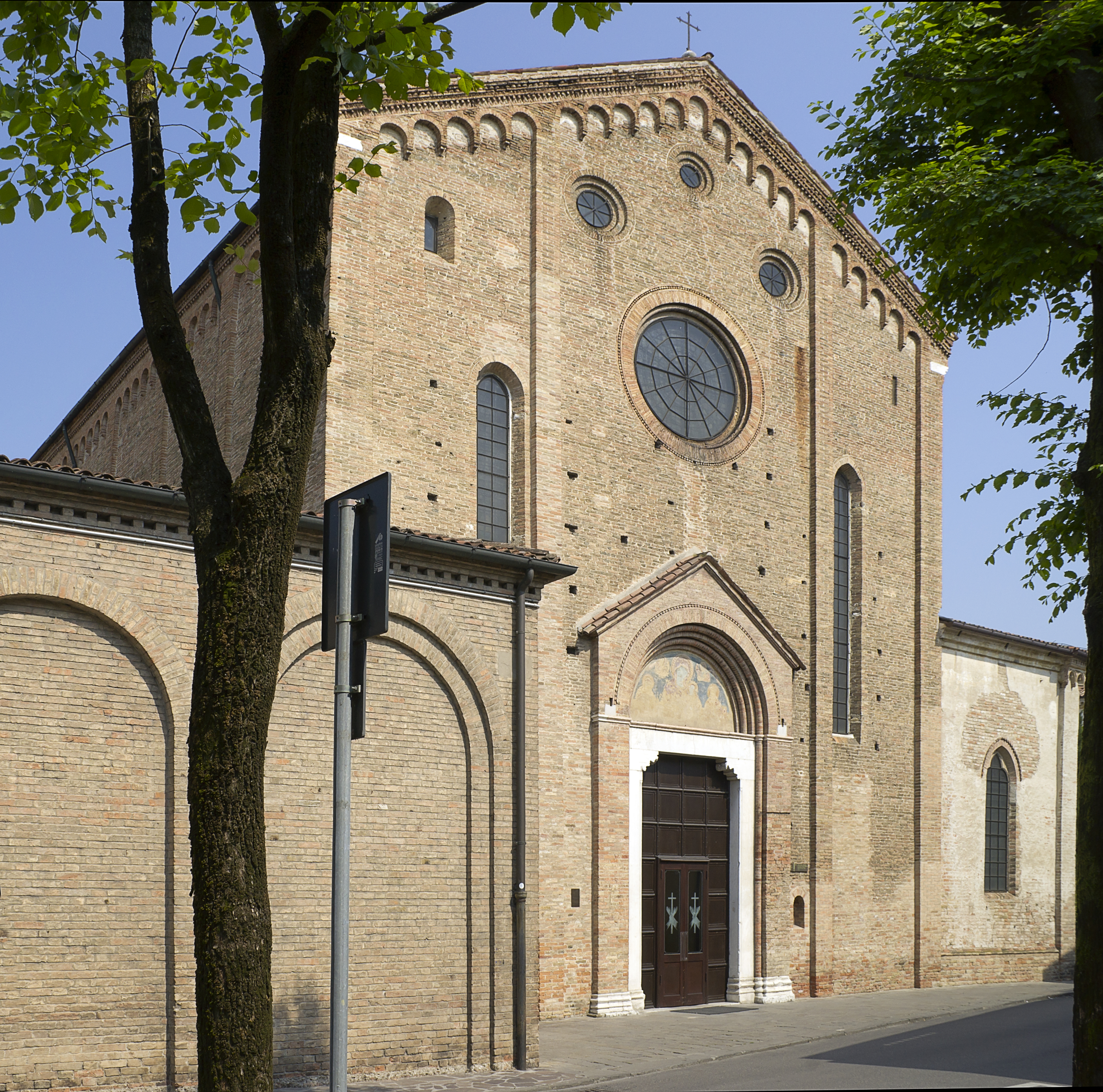
Gevel van de kerk
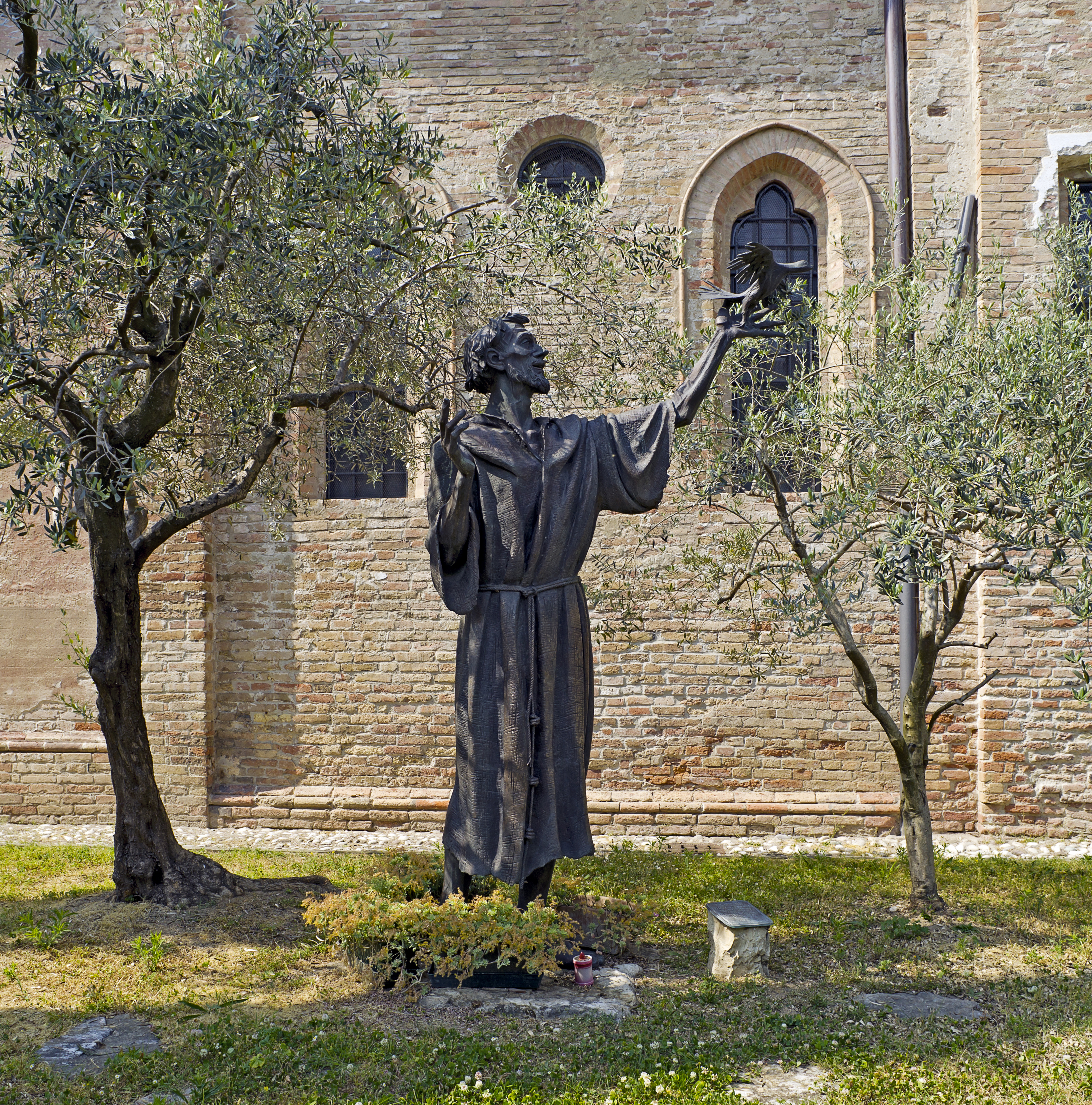
Bronzen standbeeld van Sint-Franciscus naast de kerk
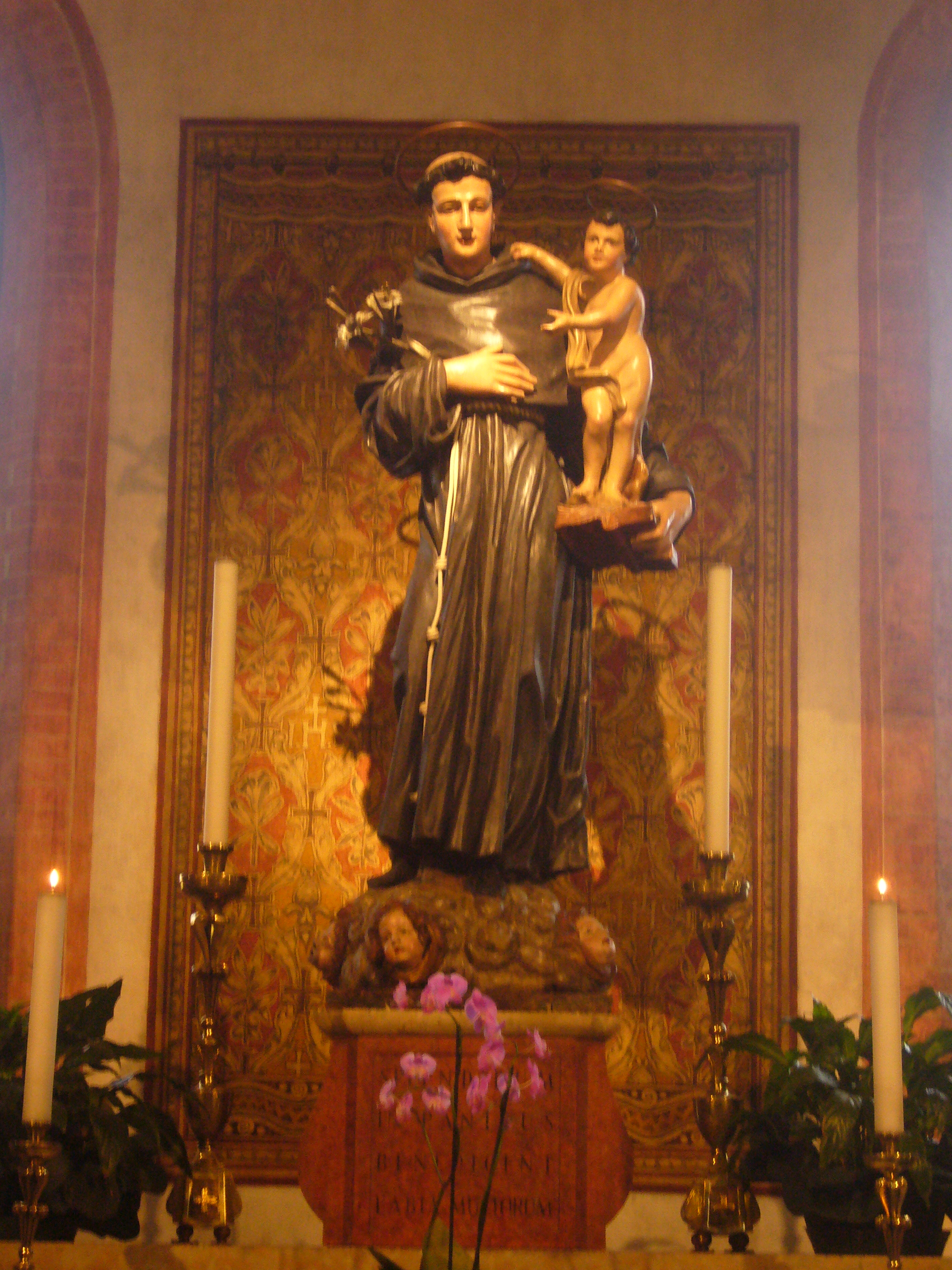
Beeld van Sint-Antonius van Padua